# Objawione Przeznaczenie

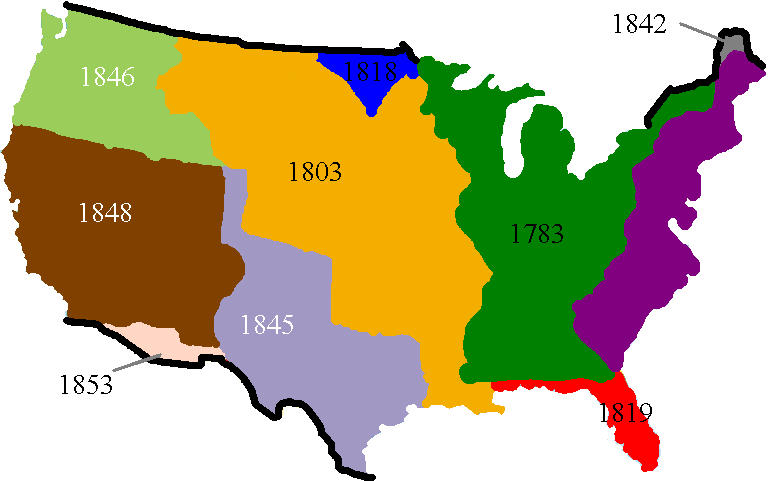
Zmiany terytorium USA

Objawione Przeznaczenie (ang. Manifest Destiny; także Boskie Przeznaczenie) – hasło sformułowane i użyte po raz pierwszy przez redaktora „Democratic Review” – Johna L. O’Sullivana w lipcu 1845 roku. 27 grudnia 1845 O’Sullivan w jednym ze swych artykułów wyraził ten pogląd, pisząc, że prawo Stanów Zjednoczonych do przejęcia Oregonu leży „w naszym oczywistym przeznaczeniu, którym jest rozprzestrzenianie się i zajęcie całego kontynentu, ofiarowanego nam przez Opatrzność (...)”.
Koncepcja ta nigdy nie została sformalizowana ani ściśle skonkretyzowana. W przeszłości dokonywano różnych jej interpretacji – począwszy od uznania, iż głosi ona prawo Amerykanów do przejęcia obszarów pomiędzy Atlantykiem a Pacyfikiem, aż po prawo do kontroli nad całą półkulą zachodnią. W 1846 kongresmen Robert C. Winthrop użył słów „objawione przeznaczenie” w kontekście sprawy Oregonu, krytykując kojarzone z tym określeniem poglądy, natomiast w 1850 James D. B. De Bow w „De Bow's Review” pisał, że „zadaniem naszym jest spełnić przeznaczenie, oczywiste przeznaczenie, do panowania nad całym Meksykiem, nad Ameryką Południową, nad Indiami Zachodnimi i Kanadą”. Gorącym zwolennikiem i realizatorem doktryny Oczywistego Przeznaczenia był prezydent James Knox Polk.
W 1885 roku ukazał się esej pod tytułem Objawione przeznaczenie (Manifest Destiny) autorstwa Johna Fiske’a, w którym autor dowodził potrzeby dominacji Anglosasów na świecie.